# 珍妮弗·帕雷哈
珍妮弗·帕雷哈（西班牙語：Jennifer Pareja，1984年5月8日—），西班牙女子水球运动员，亦為西班牙國家女子水球隊成員。

## 簡歷
2012年，珍妮弗·帕雷哈代表西班牙參加英國倫敦舉行的奥林匹克运动会女子水球比賽，最後在決賽中不敵美國隊，贏得銀牌。